# Panamerikanische Spiele 2003/Tennis
Bei den Panamerikanischen Spielen 2003 in Santo Domingo wurden vom 4. bis 10. August 2003 vier Wettbewerbe im Tennis ausgetragen.

## Herren

### Einzel
| Platz | Land               | Spieler           |
| ----- | ------------------ | ----------------- |
| 1     | Brasilien          | Fernando Meligeni |
| 2     | Chile              | Marcelo Ríos      |
| 3     | Venezuela          | José de Armas     |
| 3     | Vereinigte Staaten | Alex Kim          |

### Doppel
| Platz | Land               | Spieler                               |
| ----- | ------------------ | ------------------------------------- |
| 1     | Mexiko             | Santiago González Alejandro Hernández |
| 2     | Chile              | Adrián García Marcelo Ríos            |
| 3     | Argentinien        | Cristian Villagrán Carlos Berlocq     |
| 3     | Vereinigte Staaten | Jeff Morrison Alex Bogomolov Jr.      |

## Damen

### Einzel
| Platz | Land               | Spielerin        |
| ----- | ------------------ | ---------------- |
| 1     | Venezuela          | Milagros Sequera |
| 2     | Vereinigte Staaten | Sarah Taylor     |
| 3     | Puerto Rico        | Kristina Brandi  |
| 3     | Vereinigte Staaten | Ansley Cargill   |

### Doppel
| Platz | Land        | Spielerin                              |
| ----- | ----------- | -------------------------------------- |
| 1     | Brasilien   | Bruna Colósio Joana Cortez             |
| 2     | Puerto Rico | Kristina Brandi Vilmarie Castellvi     |
| 3     | Kuba        | Yamile Fors Guerra Yanet Núñez Mojaren |
| 3     | Mexiko      | Karin Palme Melissa Torres Sandoval    |

## Medaillenspiegel
| Platz | Land               | Gold | Silber | Bronze | Gesamt |
| ----- | ------------------ | ---- | ------ | ------ | ------ |
| 01    | Brasilien          | 2    | —      | —      | 2      |
| 02    | Mexiko             | 1    | —      | 1      | 2      |
| 02    | Venezuela          | 1    | —      | 1      | 2      |
| 04    | Chile              | —    | 2      | —      | 2      |
| 05    | Vereinigte Staaten | —    | 1      | 3      | 4      |
| 06    | Puerto Rico        | —    | 1      | 1      | 2      |
| 07    | Argentinien        | —    | —      | 1      | 1      |
| 07    | Kuba               | —    | —      | 1      | 1      |